# Доксологија
Доксологија (грч. Δοξα + λεγω, лат. gloria, славословље, слава) је облик молитве у православној литургији којим се исказује трансцендентност, моћ и величина Божија. 
Свети Апостол Павле упоређује Евхаристију и доксологију, благодарење и хвалу (1. Сол. 5,17), јер признање Богу, Једином заиста достојном да буде хваљен, има облик и смисао прослављања. „Ако, дакле, једете, ако ли пијете, ако ли што друго чините, све на славу Божију чините“ (1. Кор. 10,31). Иначе Православље је наглашавало не само доксолошку (славословну) структуру догмата него и идеју да је Црква храм божанске славе: „Стојећи у храму славе Твоје, чини нам се као да на небу стојимо“ (Ис. 6,1-3).
Постоје разни облици молитве или доксологије (славословља): благодарење, хвале, исповедања, искања (мољења), а сва почињу са грч. Δοξα Πατρη... Највиши израз хвале јесте тринитарна доксологија (славословље): „Јер теби приличи свака слава, част и поклоњење Оцу и Сину и Светоме Духу“. 
За Николаја Кавасилу, све молитве, покрети и радње свештеника и верних у току Литургије стреме ка томе да сачине јединствену и величанствену евхаристијску доксологију, онако као што то показује и возглас после Јектеније оглашених: „Да и они с нама славе, пречасно и величанствено име твоје, Оца и Сина и Светога Духа“.
Доксологија најбоље указује на стварност да земаљска Црква прославља заједно са небеском Црквом (Откр. 5,13): хор верника изображава тајанствено (Херувимска песма) песму анђелских хорова: „Јер Тебе хвале све силе небеске и Теби славу узносимо..." 
Православна Црква прерадила је, као библијски узор, доксологију „Велича душа моја Господа..." (Лк. 1,46-55).